# Frank Sullivan (jugador d'hoquei sobre gel)
Frank Sullivan   (Toronto, 26 de juliol de 1898 - Toronto, 8 de gener de 1989) va ser un jugador d'hoquei sobre gel i de futbol americà canadenc que va competir durant la dècada de 1920. Era germà del també jugador d'hoquei sobre gel Joseph Sullivan.
El 1928 va prendre part en els Jocs Olímpics de Sankt Moritz, on guanyà la medalla d'or en la competició d'hoquei sobre gel.
Durant la dècada de 1910 va destacar com a jugador de futbol americà i jugà durant diverses temporades en els Toronto Argonauts.